# Gulstrupig dvärgbarbett
Gulstrupig dvärgbarbett (Pogoniulus subsulphureus) är en fågel i familjen afrikanska barbetter inom ordningen hackspettartade fåglar.

## Utseende och läte
Gulstrupig dvärgbarbett är en liten barbett. Trots namnet är den gula strupen inte särskilt framträdande och förekommer inte hos alla individer, framför allt inte i östra delen av utbredningsområdet. Istället utmärks den av den ljust vitaktiga undersidan, svart ovansida och ett tydligt vitt mustaschstreck. Från ovan syns en liten gul övergumpsfläck. Sången är typisk för dvärgbarbetter, snabb och nasal med korta och snabba serier med två till fem "po-po-po" avgivna ungefär med fem toner i sekunden. Arten liknar både rödgumpad dvärgbarbett och gulgumpad dvärgbarbett, men gulstrupig dvärgbarbett har tydliga tvåfärgad dräkt, den nasala snabba sången och i väster gulaktiga strupen.

## Utbredning och systematik
Gulstrupig dvärgbarbett delas in i tre underarter med följande utbredning:
- Pogoniulus subsulphureus chrysopygus – förekommer från Sierra Leone och sydöstra Guinea till södra Ghana
- Pogoniulus subsulphureus flavimentum – förekommer från Togo till södra Centralafrikanska republiken, södra Uganda och östra Kongo-Kinshasa
- Pogoniulus subsulphureus subsulphureus – förekommer på ön Bioko i Guineabukten

## Levnadssätt
Gulstrupig dvärgbarbett hittas i skog och skogsbryn. Den kan också ses i urbana områden med tillräcklig vegetation.

## Status och hot
Arten har ett stort utbredningsområde, men tros minska i antal, dock inte tillräckligt kraftigt för att den ska betraktas som hotad. Internationella naturvårdsunionen IUCN listar arten som livskraftig (LC).